# Didymoplexiella ornata
Didymoplexiella ornata là một loài thực vật có hoa trong họ Lan. Loài này được (Ridl.) Garay mô tả khoa học đầu tiên năm 1954.